# Colombièrs (Avairon)
Colombièrs (occità) o Colombiès (francès) és un municipi francès del Districte de Rodés (departament de l'Avairon, regió d'Occitània).
| 1962                                       | 1968  | 1975  | 1982  | 1990  | 1999 |
| ------------------------------------------ | ----- | ----- | ----- | ----- | ---- |
| 1.567                                      | 1.657 | 1.446 | 1.234 | 1.096 | 984  |
| Des de 1962: població sense dobles comptes |       |       |       |       |      |

| Període | Identitat        | Partit |
| ------- | ---------------- | ------ |
| 2001-   | Dominique Barres |        |